# موافقت‌نامه جنبه‌های تجاری حقوق مالکیت فکری
موافقت‌نامه جنبه‌های تجاری حقوق مالکیت فکری (به انگلیسی: Agreement on Trade-Related Aspects of Intellectual Property Rights) به اختصار تریپس (به انگلیسی: TRIPS) موافقتنامه‌ای بین‌المللی است که به وسیلهٔ سازمان تجارت جهانی (WTO) مدیریت می‌شود و حداقل استانداردهای جهانی را برای قوانین مربوط به انواع مالکیت فکری در کشورهای عضو WTO تعیین می‌کند. این موافقتنامه در پایان دور اروگوئه از موافقتنامه عمومی تعرفه‌ها و تجارت ۱۹۹۴ (به انگلیسی: General Agreement on Tariffs and Trade) مذاکره شد.

## شرایط مورد نیاز تریپس
- نظر گرفته شود و حفاظت مشابه آن آثار را دریافت کنند.
- استثنائات به حق تکثیر در قوانین ملی (مانند استفاده منصفانه در آمریکا) باید محدود به ماده ۱۳ موافقتنامه تریپس باشند[۴]
- حق اختراع باید به تمام زمینه‌های فناوری اهدا شود، البته استثنائات برای برخی از منافع عمومی مجاز است و باید حداقل برای مدت ۲۰ سال قابل اجرا باشد.
- استثنائات حقوق انحصاری باید محدود باشد و با بهره‌برداری عادی از اثر (ماده ۱۳) و بهره‌برداری عادی از حق اختراع در تضاد نباشد (ماده ۳۰).
- قضاوت تبعیض‌آمیز نسبت به منافع قانونی دارندگان حق تکثیر برنامه‌های رایانه‌ای مجاز نیست.
- منافع قانونی افراد ثالث باید در نظر گرفته‌شود. (ماده ۳۰)
- در هر کشور، قوانین مالکیت فکری نباید مزایایی به افراد مقیم اهدا شود که برای افراد مقیم سایر کشورهای عضو تریپس وجود نداشته‌باشد. (با برخی شرایط محدود، ماده ۳ و۵) تریپس همچنین بند ملت کاملةالوداد دارد.